# Roger Gould
Roger L. Gould  (* 2. August 1962 in New York City) ist ein US-amerikanischer Filmregisseur.

## Leben
Gould wuchs in New York City auf und studierte Computeranimation an der Brown University sowie Animation an der Rhode Island School of Design. Er arbeitete zunächst bei Walt Disney Feature Animation und kam 2001 zur Kurzfilmabteilung der Pixar Animation Studios. Er war Regisseur der oscarnominierten Kurzanimationsfilme Mikes neues Auto (2002, mit Pete Docter) und Boundin’ – Ein Schaf ist von der Wolle (2003, mit Bud Luckey). Seit 2005 ist Gould Creative Director von Pixar-Themenparkattraktionen in den Disney-Themenparks, wobei er eng mit Walt Disney Imagineering zusammenarbeitet.

## Filmografie
Animation
- 1985: A Comic Zoom (Kurzfilm)
- 1997: Hercules

Regie
- 2002: Mikes neues Auto (Mike’s New Car, Kurzfilm)
- 2003: Exploring the Reef (Kurzfilm)
- 2003: Boundin’ – Ein Schaf ist von der Wolle (Boundin’, Kurzfilm)
- 2005: Jack-Jack Superbaby (Jack-Jack Attack, Kurzfilm, Co-Regie)
- 2005: Mr. Incredible und Freunde (The Adventures of Mr. Incredible, Kurzfilm)
- 2007: Finding Nemo Submarine Voyage (Kurzfilm)
- 2008: Toy Story Midway Mania! (Kurzfilm)
- 2014: Ratatouille: L'Aventure Totalement Toquée de Rémy (Kurzfilm)
- 2017: Nemo & Friends SeaRider (Kurzfilm)

## Auszeichnungen
- 2003: Oscarnominierung, Bester animierter Kurzfilm, für Mikes neues Auto